# Statue en bronze doré de Maitreya méditant
La statue en bronze doré de Maitreya méditant est une statue en bronze doré de Maitreya assis et méditant, l'une des sculptures bouddhistes coréennes les plus connues et les plus appréciées. Elle fait désormais partie de la collection du Musée national de Corée et a été désignée comme le 78e trésor national de Corée.
La statue mesure 83,2 centimètres de haut. Elle a été coulée en bronze et dorée, probablement au milieu ou à la fin du VIe siècle. Le bronze a moins d'un centimètre d'épaisseur (et jusqu'à 2 mm), ce qui témoigne de l'habileté des bronziers à cette époque.
En 1912, une personne japonaise l'a acquise et en a fait don au Département général du gouvernement du Japon traitant de la période Joseon. Depuis 1916, il est conservé au Musée national de Corée.
Le maitreya est assis sur un tabouret, la jambe droite croisée sur la gauche, en profonde méditation. Son visage, avec un soupçon de sourire, affiche un sentiment de concentration sereine. Le bras droit, au niveau du coude, repose sur ses genoux tandis que sa main se tend vers sa joue, donnant l'impression d'une pensée profonde. Une de ses épaules est légèrement plus haute que l'autre et le haut du corps est légèrement penché vers l'avant. La statue porte une couronne assez élaborée avec de nombreuses branches et des parties de la couronne reposent sur les épaules du maitreya. La statue est également vêtue d'un vêtement compliqué en forme de pagne qui s'enroule autour du corps avec des projections en forme d'ailes. Le pied gauche repose sur une base en forme de fleur de lotus. La statue a probablement été créée pendant le royaume de Silla car son style est plus formel que réaliste.
À un moment donné, la statue avait un halo, mais il n'en reste que des traces. Elle a été désignée comme le 78e trésor national de Corée le 12 décembre 1962. Une analyse aux rayons X effectuée en 1963 a montré que « la statue ne présente aucune trace de défaut ou de réparation, ni à l'intérieur ni à l'extérieur, et qu'elle a été fabriquée dans un matériau rare à l'aide de techniques uniques ».

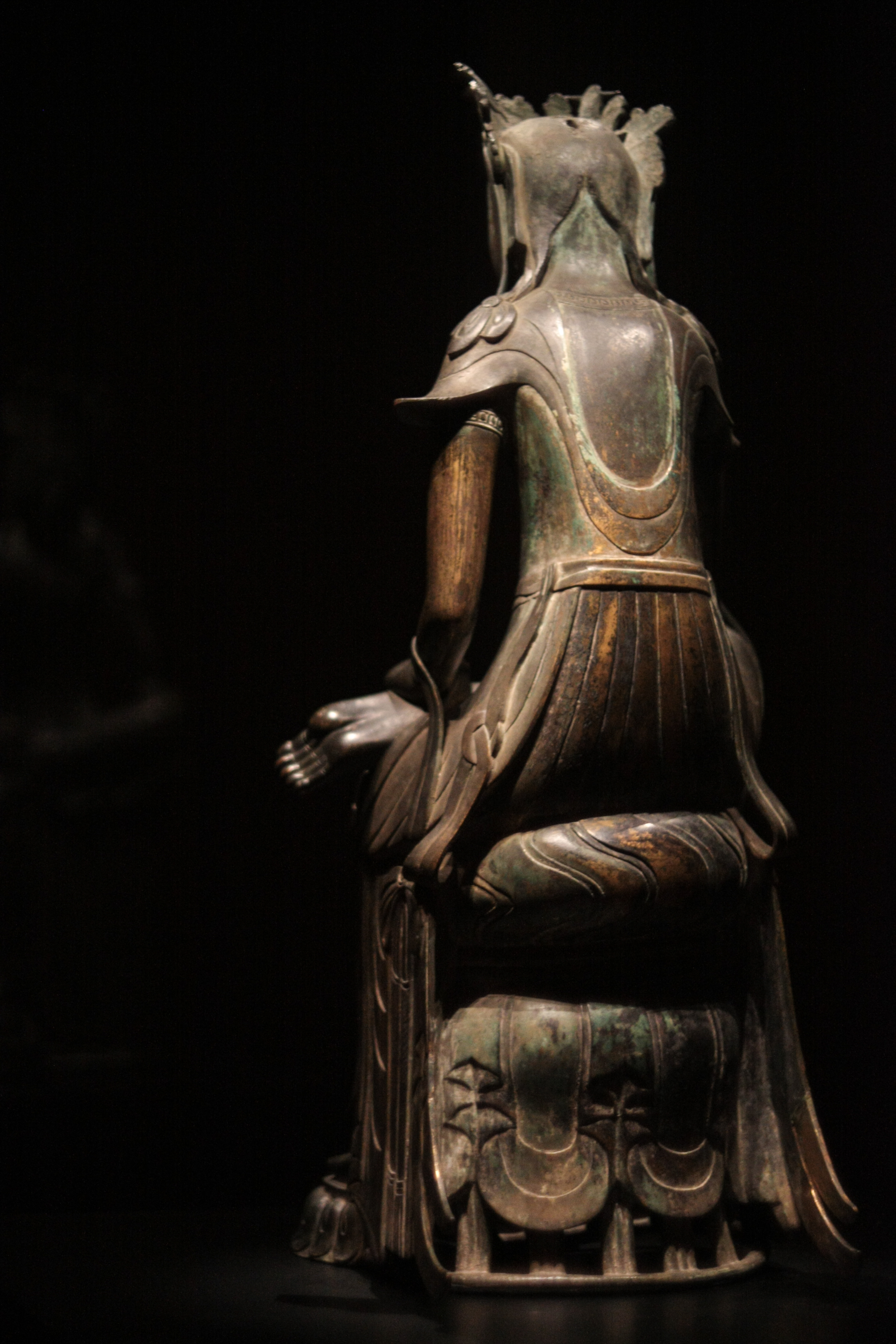
Vue de l'arrière. La finition de haute qualité de la sculpture, même à l'arrière, laisse supposer que la figure était placée pour être contemplée de tous les côtés.